# Uigures
Os uigures (singular: uigur ou uigure) são um povo de origem turcomena que habita principalmente a Ásia Central. Os uigures são uma das 56 etnias oficialmente reconhecidas pela República Popular da China, consistindo em, aproximadamente, 8 680 000 pessoas, de acordo com o recenseamento chinês de 2004. Sua língua é o uigur.
Na atualidade, os uigures vivem principalmente na região autônoma chinesa de Sinquião, no extremo oeste do país. Há, também, grandes comunidades uigures no Paquistão, Cazaquistão, Quirguistão, Mongólia, Uzbequistão e Turquia, além de pequenas comunidades em bairros de grandes metrópoles como Pequim e Xangai, na República Popular da China e mesmo Toronto e Vancouver, no Canadá.
Desde 2017, o Partido Comunista Chinês e o governo chinês colocaram até 1,5 milhão de minorias étnicas, especialmente uigures, em campos de internamento em Xinjiang. Alguns reconheceram essas ações como o genocídio uigur.

## Abusos dos direitos humanos contra uigures em Xinjiang
Desde 2014, os Uigures em Xinjiang foram afetados por extensos controles e restrições impostos pelo governo chinês em suas vidas religiosas, culturais, econômicas e sociais. O governo chinês ampliou a vigilância policial para monitorar sinais de "extremismo religioso", que incluem possuir livros banidos, cultivar barba, ter um tapete de oração ou parar de fumar ou beber. O governo também instalou câmeras nas casas de cidadãos privados.
Em agosto de 2022, a Organização das Nações Unidas (ONU) divulgou um relatório alegando que a repressão da China em Xinjiang pode se configurar crimes contra a humanidade contra os Uigures, o que inclui tortura física e psicológica, trabalho forçado, deslocamento em massa forçado, esterilização forçada e separação de crianças de seus pais. O relatório foi criticado por alguns ativistas por não classificar os crimes como genocídio.

## Galeria

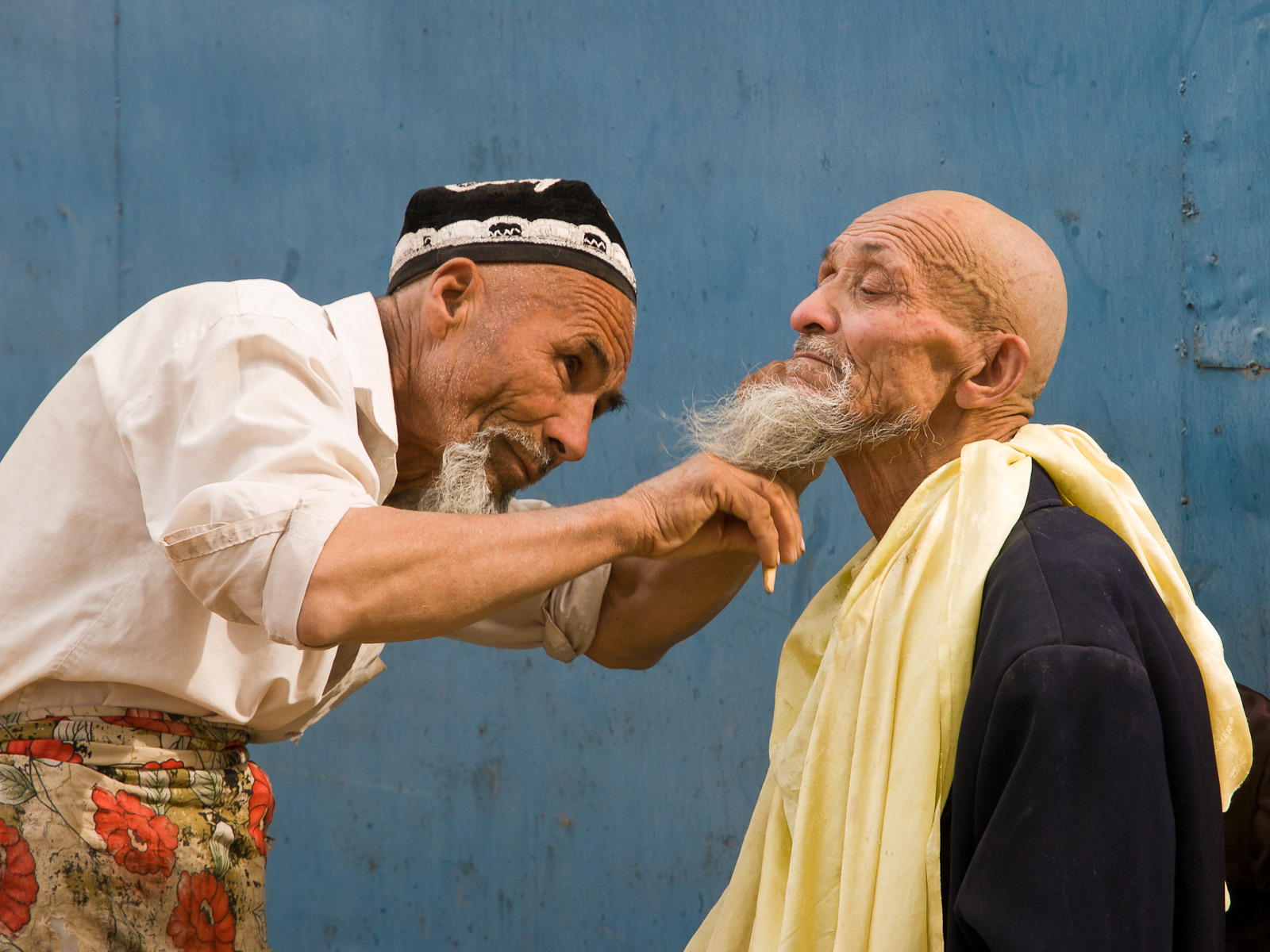
Barbeiro uigur em Kashgar
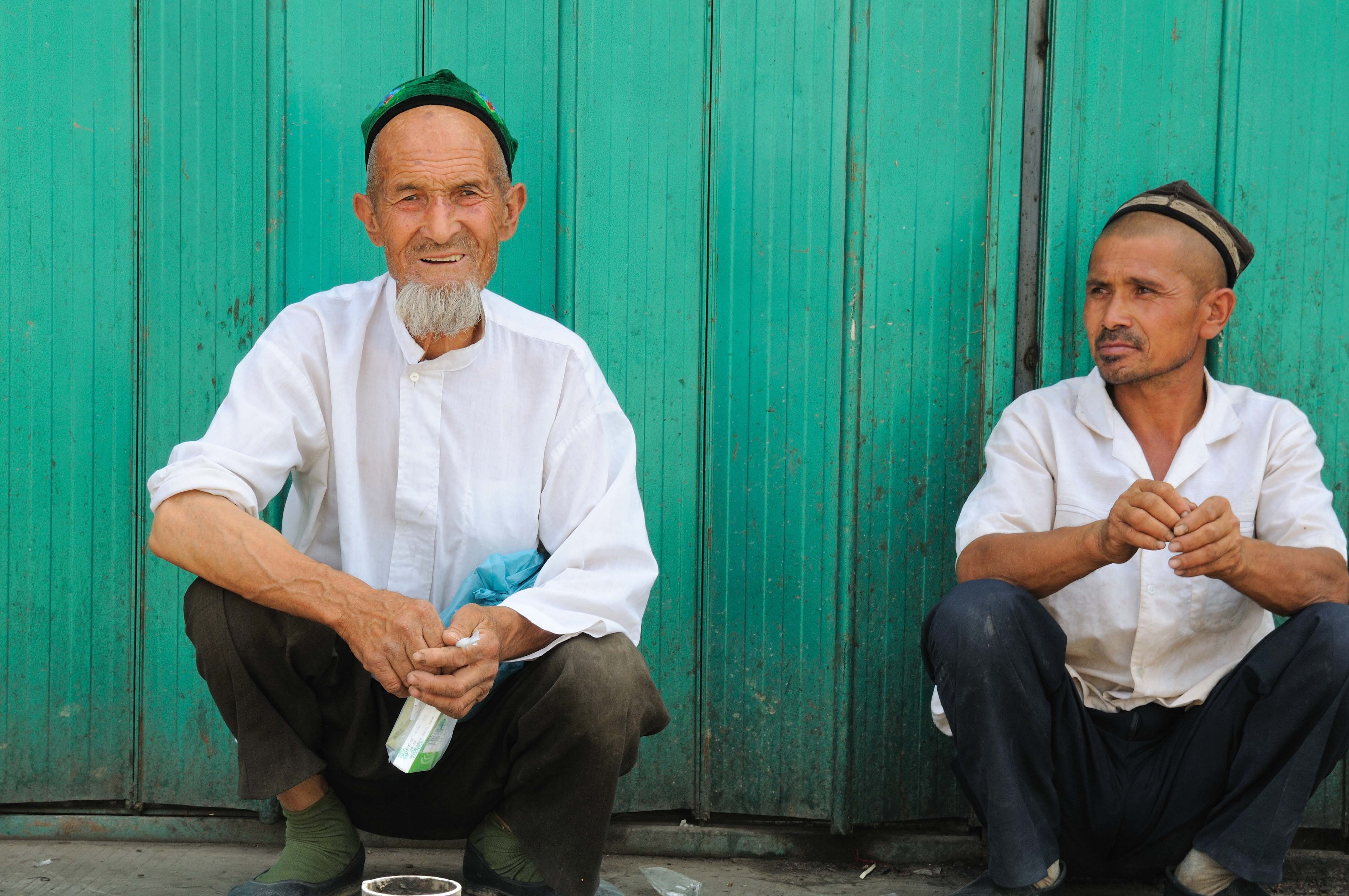
Dois uigures em Turpã
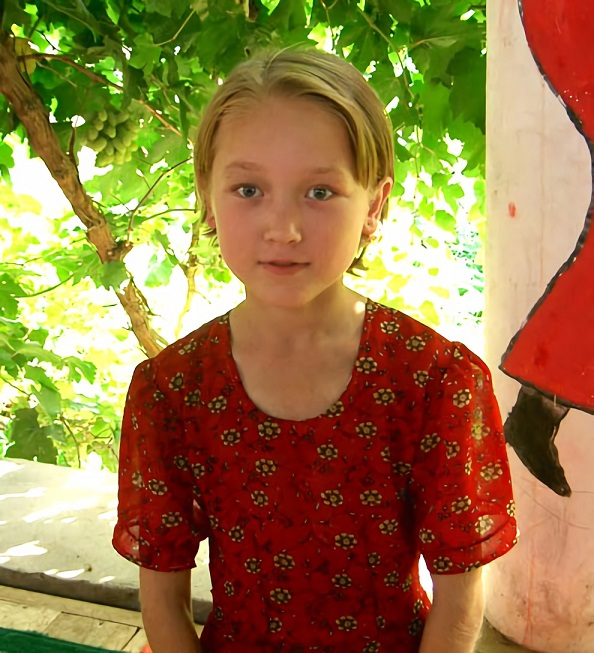
Jovem uigur em Turpã, Sinquião
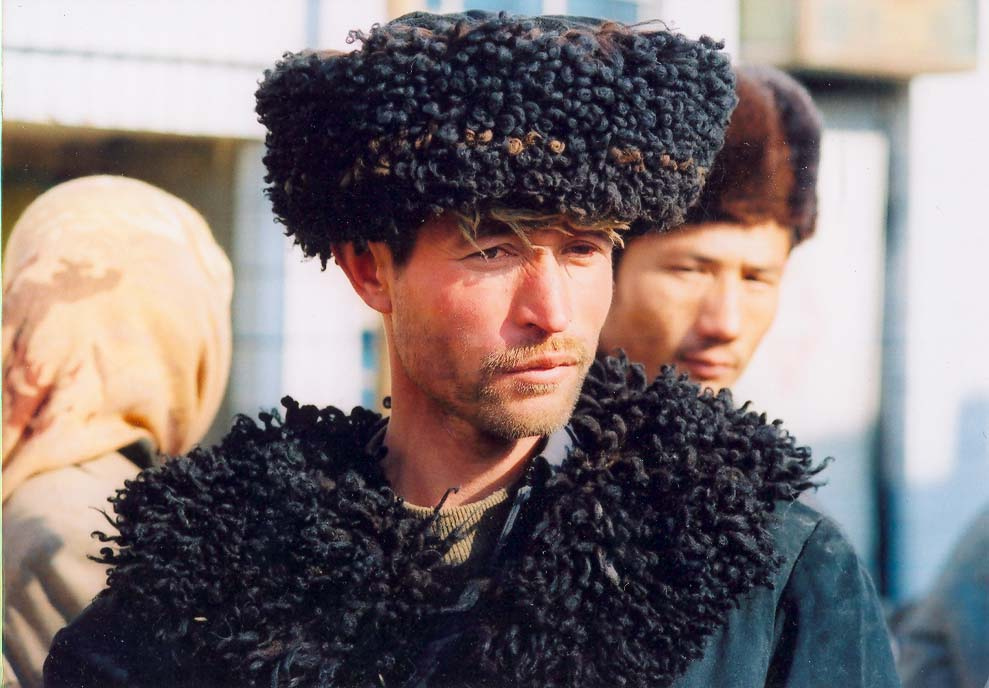
Jovem uigur em Kashgar
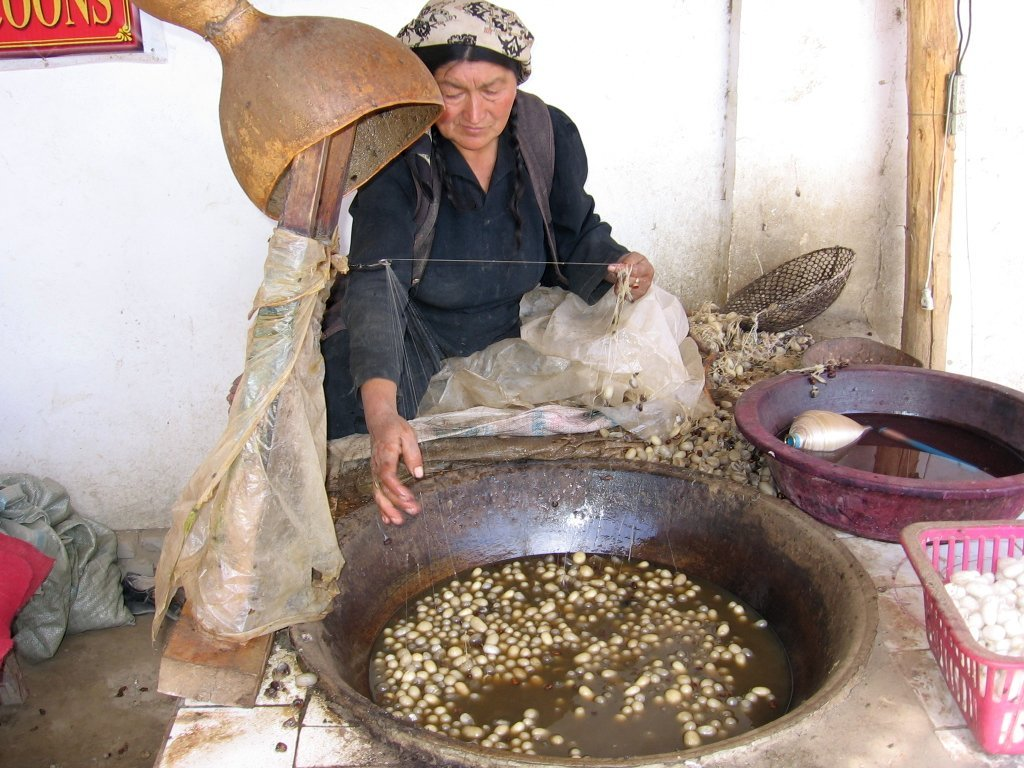
Mulher uigur em uma fábrica de seda, Cotã
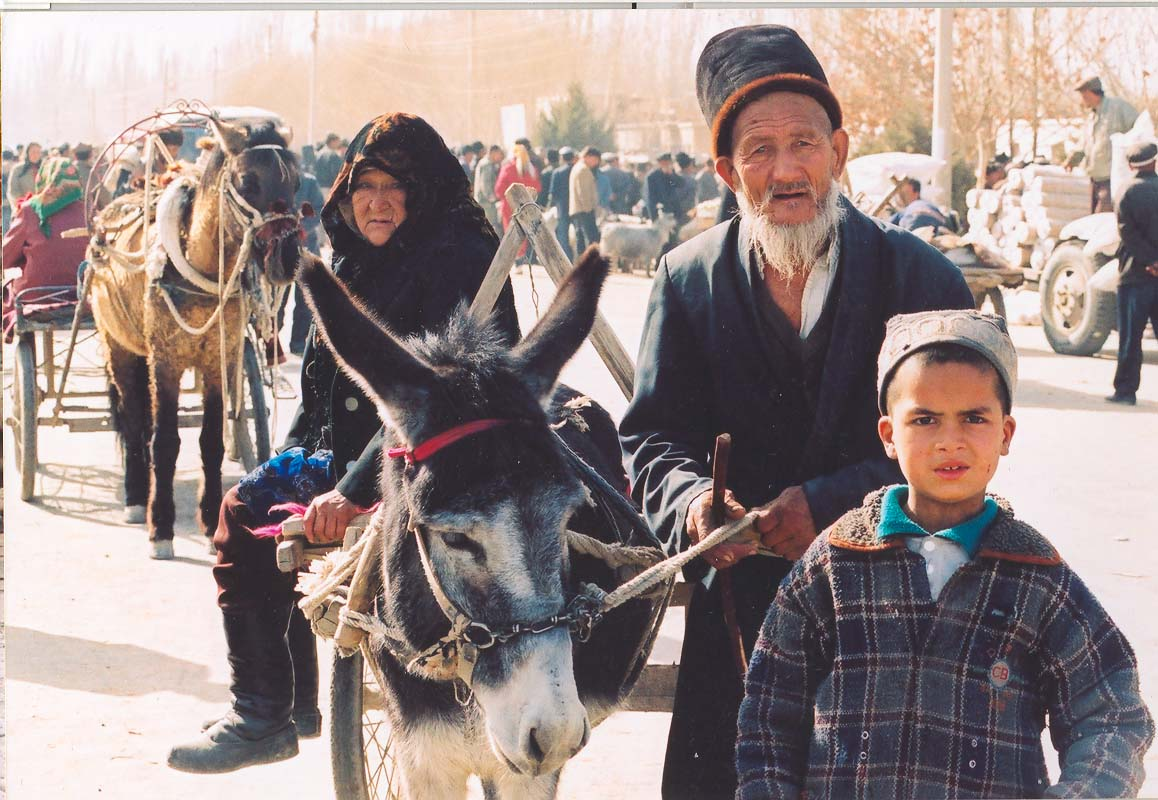
Anciãos uigures no mercado de domingo, Kashgar
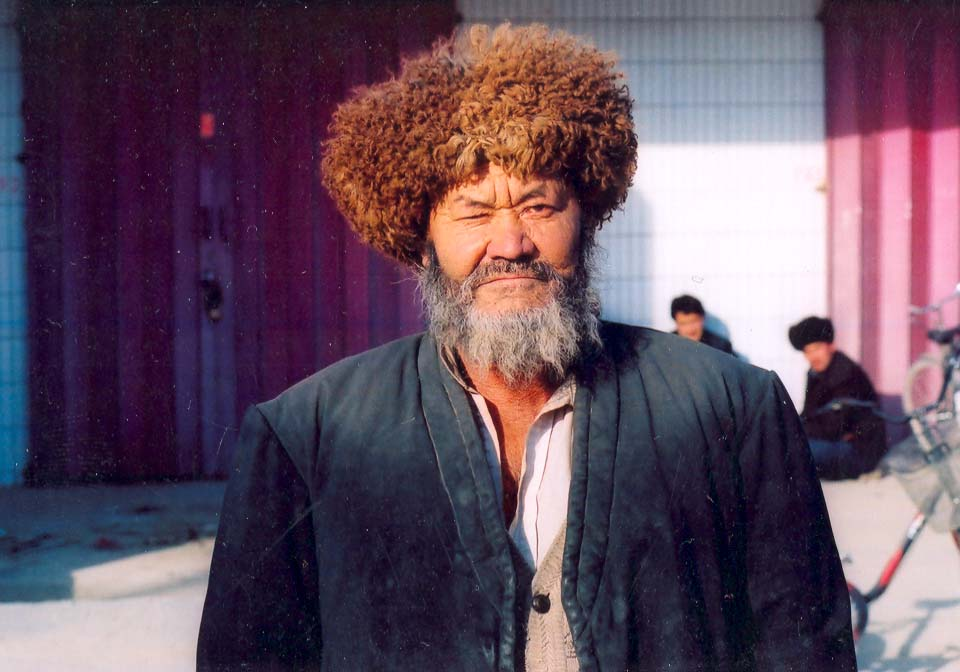
Caçador Uigur, Kashgar